# Altavista (Virginia)
Altavista es una localidad situada en el estado de Virginia, en Estados Unidos. Pertenece al Condado de Campbell. En el año 2000 tenía 3.425 habitantes en una superficie de 12.7 km², con una densidad poblacional de 270.2 personas por km².

## Geografía
Altavista se encuentra ubicada en las coordenadas 37°7′3″N 79°17′23″O / 37.11750, -79.28972. Según la Oficina del Censo, la ciudad tiene un área total de 12.7 km² (4.9 sq mi), de la cual 12.6 km² (4.9 sq mi) es tierra y 0.1 km² (0.04 sq mi) (0.41%) es agua.

## Demografía
Según la Oficina del Censo en 2000, los ingresos medios por hogar en la localidad eran de $31.818, y los ingresos medios por familia eran $40.039. Los hombres tenían unos ingresos medios de $32.017 frente a los $22.140 para las mujeres. La renta per cápita para la localidad era de $17.997. Alrededor del 13.6% de las familias y el 13.5% de la población estaban por debajo del umbral de pobreza.